# Schilbe moebiusii
Schilbe moebiusii é uma espécie de peixe da família Schilbeidae.
É endémica da Tanzânia.
Os seus habitats naturais são: rios.